# Chorvátsky Grob
Chorvátsky Grob é um município da Eslováquia, situado no distrito de Senec, na região de Bratislava. Tem 15,12 km² de área e sua população em 2019 foi estimada em 6328 habitantes.

## Demografia
| Ano:        | 1994 | 2004    | 2014     | 2024    |
| ----------- | ---- | ------- | -------- | ------- |
| Broj ljudi: | 1518 | 1787    | 4794     | 7885    |
| Razlika:    |      | +17,72% | +168,27% | +64,47% |

| Ano:               | 2023 | 2024   |
| ------------------ | ---- | ------ |
| Número de pessoas: | 7690 | 7885   |
| Diferença:         |      | +2,53% |